# Чемпионат мира по боксу 2021
21-й чемпионат мира по боксу среди любителей проходил с 25 октября по 6 ноября 2021 года в Белграде (Сербия) на «Штарк Арене». В чемпионате приняли участие спортсмены со всех пяти континентов. Боксёры впервые разыграли медали в 13 весовых категориях, которые были утверждены Советом директоров Международной ассоциации любительского бокса (AIBA) в июле 2021 года.
Чемпионы мира получили по 100 000 долларов США, серебряные призёры — по 50 000, а бронзовые — по 25 000. Общий призовой фонд турнира составил 2,6 млн долларов.

## Выбор места проведения
Сербия получила право проведения чемпионата на заседании исполкома Международной ассоциации бокса (AIBA) в феврале 2020 года. Оргкомитет предстоящего мирового первенства возглавил президент Республики Сербия Александар Вучич.
Белград (Югославия) уже принимал чемпионат мира по боксу среди мужчин-любителей в 1978 году. Это был второй чемпионат мира по боксу. В турнире приняли участие 219 боксёров из 41 страны. Медали были разыграны в 11 весовых категориях. На счету кубинских боксёров было пять золотых медалей, советские спортсмены завоевали три чемпионских титула, по одному чемпиону представляли Нигерию, Польшу и Кению.

## Особенности чемпионата

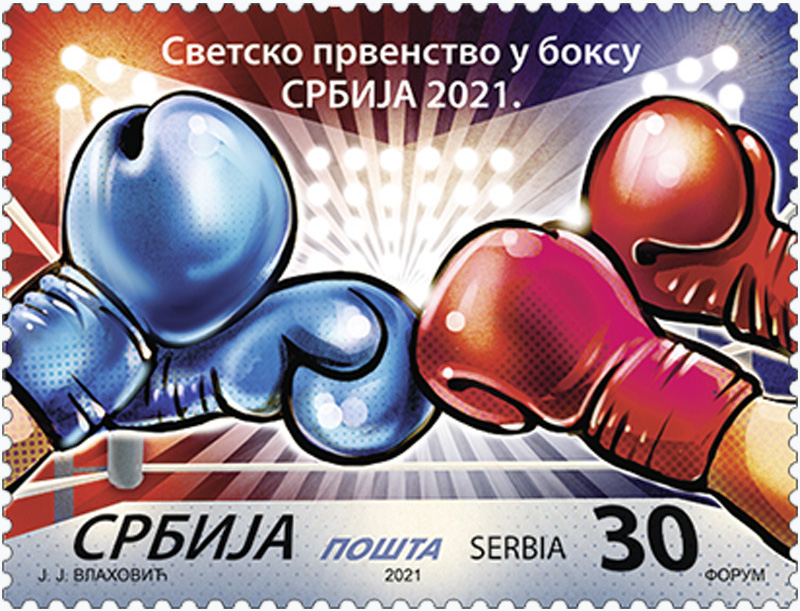
Почтовая марка Сербии 2021 года, посвящённая к 21-му чемпионату мира по боксу среди любителей.

Данный чемпионат мира проходил после пандемии COVID-19 и карантиных ограничительных мероприятий прошедших в 2020—2021 годах, повлиявших на проведение международных спортивных соревнований. Из-за этой пандемии XXXII летние Олимпийские игры которые должны были пройти в Токио в июле — августе 2020 года были перенесены на июль — август 2021 года.
Поэтому за два месяца перед этим чемпионатом прошёл боксёрский турнир на летних Олимпийских играх 2020 проведённый под эгидой МОК и в условиях отстранения от этого турнира Международной ассоциации бокса (AIBA).
Кроме того в сентябре 2021 года прошёл Чемпионат мира по боксу среди военнослужащих 2021 года организованный Международным советом военного спорта (CISM).
Из-за этих международных соревнований прошедших перед данным чемпионатом мира по боксу, на нём отсутствовали большинство опытных боксёров — лидеров мирового любительского бокса, которые не смогли так быстро снова выйти на пик своей формы и предпочли пропустить данный чемпионат. На нём отсутствовали почти все призёры Олимпийских игр 2020 года, например в супертяжёлом весе не приехали на данный чемпионат такие лидеры своих сборных как: Баходир Жалолов, Ричард Торрес, Фрейзер Кларк, Камшыбек Конкабаев. А участвовали в данном чемпионате по большей части молодые боксёры, — являющиеся вторыми или даже третьими номера национальных сборных.

## Медалисты
| Категория                                       | Золото                    | Серебро             | Бронза                |
| Минимальный вес 46-48 кг см. подробнее          | Темиртас Жусупов          | Вуттичай Юрачай     | Евгений Кармильчик    |
| Минимальный вес 46-48 кг см. подробнее          | Темиртас Жусупов          | Вуттичай Юрачай     | Сахил Алахвердови     |
| Наилегчайший вес до 51 кг см. подробнее         | Сакен Бибосынов           | Роско Хилл          | Ахтем Закиров         |
| Наилегчайший вес до 51 кг см. подробнее         | Сакен Бибосынов           | Роско Хилл          | TBD Саенгпхет Танарат |
| Легчайший вес до 54 кг см. подробнее            | Томоя Цубои               | Махмуд Сабырхан     | Акаш Кумар            |
| Легчайший вес до 54 кг см. подробнее            | Томоя Цубои               | Махмуд Сабырхан     | Билал Беннама         |
| Полулёгкий вес до 57 кг см. подробнее           | Джамал Харви              | Серик Темиржанов    | Освел Кабальеро       |
| Полулёгкий вес до 57 кг см. подробнее           | Джамал Харви              | Серик Темиржанов    | Самуэль Кистохарри    |
| Лёгкий вес до 60 кг см. подробнее               | Софьян Умиа               | Абдумалик Халоков   | Алекси де ла Крус     |
| Лёгкий вес до 60 кг см. подробнее               | Софьян Умиа               | Абдумалик Халоков   | Даниал Шахбахш        |
| Первый полусредний вес до 63,5 кг см. подробнее | Энди Крус Гомес           | Керем Оэзмен        | Оганес Бачков         |
| Первый полусредний вес до 63,5 кг см. подробнее | Энди Крус Гомес           | Керем Оэзмен        | Риз Линч              |
| Полусредний вес до 67 кг см. подробнее          | Сэвон Окадзава            | Омари Джонс         | Лаша Гурули           |
| Полусредний вес до 67 кг см. подробнее          | Сэвон Окадзава            | Омари Джонс         | Аблайхан Жусупов      |
| Первый средний вес до 71 кг см. подробнее       | Юрий Захариев             | Вадим Мусаев        | Сархан Алиев          |
| Первый средний вес до 71 кг см. подробнее       | Юрий Захариев             | Вадим Мусаев        | Албан Бекири          |
| Средний вес до 75 кг см. подробнее              | Йоэнлис Эрнандес Мартинес | Джамбулат Бижамов   | Сальваторе Кавальяро  |
| Средний вес до 75 кг см. подробнее              | Йоэнлис Эрнандес Мартинес | Джамбулат Бижамов   | Вирапон Джонгджохо    |
| Полутяжёлый вес до 80 кг см. подробнее          | Робби Гонсалес            | Алексей Алфёров     | Савелий Садома        |
| Полутяжёлый вес до 80 кг см. подробнее          | Робби Гонсалес            | Алексей Алфёров     | Владимир Мирончиков   |
| Первый тяжёлый вес до 86 кг см. подробнее       | Лорен Альфонсо            | Кено Машадо         | Виктор Шельстрат      |
| Первый тяжёлый вес до 86 кг см. подробнее       | Лорен Альфонсо            | Кено Машадо         | Херич Руис            |
| Тяжёлый вес до 92 кг см. подробнее              | Хулио Сесар Ла Крус       | Азиз Аббес Мухийдин | Энмануэль Рейес       |
| Тяжёлый вес до 92 кг см. подробнее              | Хулио Сесар Ла Крус       | Азиз Аббес Мухийдин | Мадияр Сайдрахимов    |
| Супертяжёлый вес свыше 92 кг см. подробнее      | Марк Петровский           | Давид Чалоян        | Мухаммад Абдуллаев    |
| Супертяжёлый вес свыше 92 кг см. подробнее      | Марк Петровский           | Давид Чалоян        | Найджел Пол           |

## Командный зачёт
*   Принимающая страна (Сербия)
| Место           | Страна                   | Золото | Серебро | Бронза | Всего |
| --------------- | ------------------------ | ------ | ------- | ------ | ----- |
| 1               | Куба                     | 3      | 0       | 2      | 5     |
| 2               | Казахстан                | 2      | 2       | 1      | 5     |
| 3               | США                      | 2      | 2       | 0      | 4     |
| 4               | Япония                   | 2      | 0       | 0      | 2     |
| 5               | ФБР                      | 1      | 2       | 2      | 5     |
| 6               | Азербайджан              | 1      | 0       | 2      | 3     |
| 6               | Франция                  | 1      | 0       | 2      | 3     |
| 8               | Украина                  | 1      | 0       | 0      | 1     |
| 9               | TBF                      | 0      | 1       | 2      | 3     |
| 10              | Армения                  | 0      | 1       | 1      | 2     |
| 10              | Беларусь                 | 0      | 1       | 1      | 2     |
| 10              | Италия                   | 0      | 1       | 1      | 2     |
| 10              | Узбекистан               | 0      | 1       | 1      | 2     |
| 14              | Бразилия                 | 0      | 1       | 0      | 1     |
| 14              | Турция                   | 0      | 1       | 0      | 1     |
| 16              | Грузия                   | 0      | 0       | 2      | 2     |
| 17              | Албания                  | 0      | 0       | 1      | 1     |
| 17              | Бельгия                  | 0      | 0       | 1      | 1     |
| 17              | Доминиканская Республика | 0      | 0       | 1      | 1     |
| 17              | Индия                    | 0      | 0       | 1      | 1     |
| 17              | Иран                     | 0      | 0       | 1      | 1     |
| 17              | Испания                  | 0      | 0       | 1      | 1     |
| 17              | Сербия*                  | 0      | 0       | 1      | 1     |
| 17              | Тринидад и Тобаго        | 0      | 0       | 1      | 1     |
| 17              | Шотландия                | 0      | 0       | 1      | 1     |
| Всего стран: 25 | Всего стран: 25          | 13     | 13      | 26     | 52    |

## Судьи
- Шандор Бабаи
- Валерий Бандалак
- Пирошка Богларка Беки
- Джеймс Беклс
- Жамиля Боркоева
- Лука Вадилонга
- Мануэль Виларино
- Родерико Гарсия Хирон
- Сади Даффи
- Мацей Дзюргот
- Джем Тайлан Дуэнар
- Сергей Журкин
- Джефф Каннелл
- Криангсак Каэонет
- Ким Джончин
- Хольгер Куссмауль
- Ли Хёк
- Юрий Любарский
- Йоани Маден
- Брендан Макгэрригл
- Стивен Масиямбумби
- Сид Али Мокретари
- Саид Муфассир
- Мансур Мухиддинов
- Наги Осман
- Павел Павлов
- Кристер Пальмен
- Эмерсон Пастор Арреага
- Яаков Петерсон
- Наим Рамай
- Мария Риццардо
- Хосе Ромеро Эрнандес
- Кристи Робин Росарио
- Кабилан Сай Ашок
- Ясутака Сасаки
- Ермек Суйениш
- Дэвид Марк Уильямс
- Эммануэль Феррейра Валентин
- Франк Фьякко
- Дженнифер Хаггинс
- Александр Хамидов
- Чан Юй Лин
- Яшар Чинар
- Чо Чон Сук
- Радослав Шимон
- Нелка Широмала Тхампу[англ.]